# Asleep
"Asleep"  é uma canção da banda britânica de rock The Smiths. Foi lançada no lado B do single "The Boy with the Thorn in His Side" em 16 de setembro de 1985, alcançando a posição 23 no UK Singles Chart. A canção também está nos álbuns de compilação The World Won't Listen e Louder Than Bombs, ambos de 1987, e foi incluída na remasterização de The Queen Is Dead em 2017.

## História
Asleep foi tocada ao vivo apenas uma vez, em 1 de outubro de 1985, no Eden Court em Inverness, durante o último dia da turnê pela Escócia. Aparentemente, ocorreu de forma não intencional: depois que um piano, que não podia ser movido da lateral do palco, foi descoberto durante a passagem de som, Morrissey foi avistado no meio do palco, supostamente deitado em posição fetal no final da canção.

## Lista de faixas
| 7" RT191 |                                      |         |  |
| N.º      | Título                               | Duração |  |
| 1.       | "The Boy with the Thorn in His Side" | 3:17    |  |
| 2.       | "Asleep"                             | 4:09    |  |

| 12" RTT191 |                                      |         |  |
| N.º        | Título                               | Duração |  |
| 1.         | "The Boy with the Thorn in His Side" | 3:17    |  |
| 2.         | "Rubber Ring/Asleep"                 | 7:56    |  |

| CD Single RTT191 |                                      |         |  |
| N.º              | Título                               | Duração |  |
| 1.               | "The Boy with the Thorn in His Side" | 3:17    |  |
| 2.               | "Rubber Ring"                        | 3:48    |  |
| 3.               | "Asleep"                             | 4:10    |  |

## Tabelas
| Tabelas musicais (1985)                  | Posição (pico) |
| ---------------------------------------- | -------------- |
| Irlanda (IRMA)                           | 15             |
| UK Singles (The Official Charts Company) | 23             |

## Recepção
| Críticas profissionais | Críticas profissionais |
| Avaliações da crítica  | Avaliações da crítica  |
| Fonte                  | Avaliação              |
| ---------------------- | ---------------------- |
| AllMusic               | [ 4 ]                  |

Jack Rabid, do AllMusic, descreve "Asleep" como uma "canção de ninar", e o single completo como "ótimo... mais uma pena em um boné de joias [just another feather in a jeweled cap]", no sentido de que o considera uma conquista da qual a banda pode se orgulhar.

## Na cultura popular
- Apesar de "Asleep" não ter sido incluído em The Queen Is Dead (1986), é mencionado várias vezes pelo personagem principal no romance The Perks of Being a Wallflower (1999), de Stephen Chbosky. Também é tocada na adaptação cinematográfica do livro.[5]
- No filme Sucker Punch de 2011, a personagem interpretada por Emily Browning canta "Asleep".[6]
- "Asleep" é tocada no episódio 3 da primeira temporada da série britânica Sex Education, quando a personagem Maeve está em uma clínica de aborto.